# Quân khu Moskva

Vị trí của Quân khu Moskva trên bản đồ Liên Xô.

Vị trí của Quân khu Moskva trên bản đồ Liên bang Nga.

Quân khu Moskva (tiếng Nga: Моско́вский вое́нный о́круг) là một quân khu của Quân đội Liên Xô và sau này của Quân đội Nga. Năm 2010, Quân khu Moskva được nhập vào Quân khu Tây. Tháng 2 năm 2024 được tái lập. Tư lệnh hiện tại là Thượng tướng Sergey Yuryevich Kuzovlev.
Quân khu Moskva trấn giữ hướng tây của Nga và hoạt động trong Vùng liên bang Trung tâm gồm các tỉnh sau: Moskva, Belgorod, Bryansk, Vladimir, Voronezh, Ivanovo, Kaluga, Kostroma, Kursk, Lipetsk, Nizhny Novgorod, Oryol, Ryazan, Smolensk, Tambov, Tver, Tula, Yaroslavl và Thủ đô Moskva.

## Cơ cấu
Quân khu Moskva có các đơn vị sau:

### Các đơn vị trực thuộc Bộ Tư lệnh quân khu
- Nhóm tác chiến của Lực lượng Nga tại vùng Transnistria (Tiraspol, Transnistria)
  - Tiểu đoàn bộ binh ô tô 82
  - Tiểu đoàn bộ binh ô tô 113
  - Tiểu đoàn chỉ huy độc lập 540
- Trung đoàn Cảnh vệ 1 "Semyonovsky"
- Lữ đoàn đường sắt 29
- Lữ đoàn đường sắt 34
- Lữ đoàn đường sắt 38
- Lữ đoàn công binh Cận vệ 1
- Lữ đoàn công binh Cận vệ 45 "Berlin"
- Lữ đoàn phòng thủ hạt nhân - sinh học - hóa học 27
- Lữ đoàn cầu phao Cận vệ 28
- Lữ đoàn pháo binh hạng nặng 45 "Svir"
- Lữ đoàn pháo phản lực Cận vệ 79
- Lữ đoàn tác chiến điện tử 15
- Lữ đoàn tác chiến điện tử số 16
- Lữ đoàn kỹ thuật vô tuyến đặc biệt độc lập 82
- Lữ đoàn công binh vô tuyến đặc biệt độc lập 146
- Trung đoàn sửa chữa và phục hồi 5
- Trung đoàn công binh ngụy trang độc lập 45
- Trung đoàn hỗ trợ độc lập 100
- Căn cứ trung tâm số 22 cho xe tăng dự bị
- Các trung tâm huấn luyện

### Các đơn vị lục quân
- Tập đoàn quân xe tăng Cận vệ 1
- Tập đoàn quân binh chủng hợp thành Cận vệ 20
- Tập đoàn quân binh chủng hợp thành 22